# Andrzej Junkuszew
Andrzej Junkuszew – polski zootechnik, dr hab. nauk rolniczych, profesor, kierownik Katedry Hodowli Zwierząt i Doradztwa Rolniczego, oraz prodziekan Wydziału Nauk o Zwierzętach i Biogospodarki Uniwersytetu Przyrodniczego w Lublinie.

## Życiorys
18 września 2003 obronił pracę doktorską Genetyczne i środowiskowe uwarunkowania jakości jagnięciny ze szczególnym uwzględnieniem kwasów tłuszczowych, 5 maja 2011 habilitował się na podstawie pracy zatytułowanej Wzrost i wartość rzeźna jagniąt pochodzących ze stada zakażonego wirusem maedi-visna. 1 października 2019 uzyskał tytuł profesora nauk rolniczych. Awansował na stanowisko adiunkta w Instytucie Hodowli Zwierząt i Ochrony Bioróżnorodności  na Wydziale Biologii, Nauk o Zwierzętach i Biogospodarki Uniwersytetu Przyrodniczego w Lublinie. 
Jest profesorem i kierownikiem w Katedrze Hodowli Zwierząt i Doradztwa Rolniczego, a także prodziekanem na Wydziale Nauk o Zwierzętach i Biogospodarki Uniwersytetu Przyrodniczego w Lublinie.